# Гонав (мікроплита)

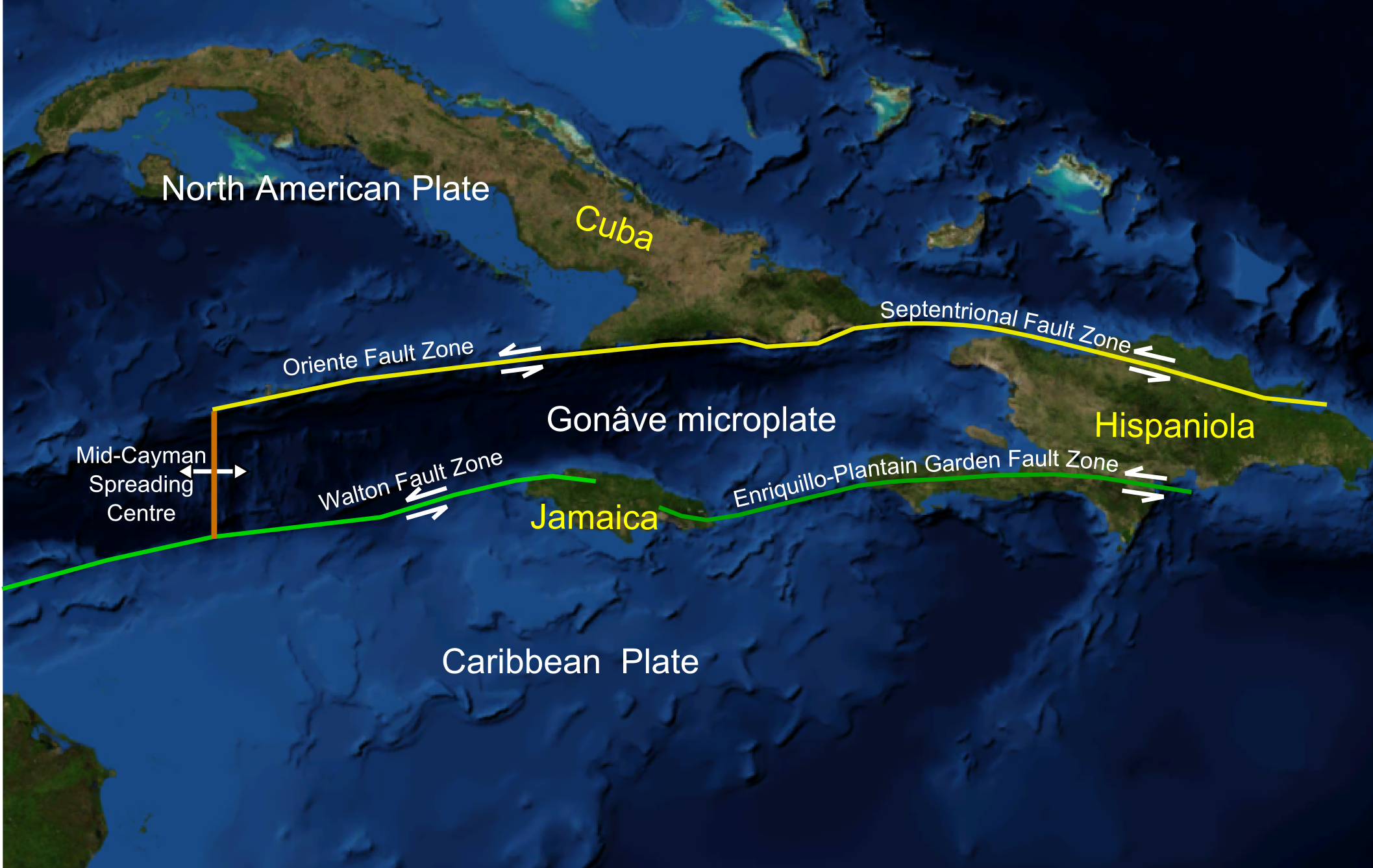
Мікроплита Гонав і зони розломів, що обмежують її

Мікроплита Гонав — частина границі між Північноамериканською і Карибською плитами. Вона межує на заході з Каймановим центром розширення, на півночі із зоною розломів Септентріонал-Орієнте, і на півдні з зоною розлому Волтон і зоною розломів Енрикільйо-Плантейн-Гарден. Існування цієї мікроплити було вперше запропоновано в 1991. Теорія підтверджена вимірами GPS, які показують, що загальне переміщення між двома основними плитами ділиться порівну між зонами трансформних розломів, які межують з мікроплитою Гонав. Мікроплита, як очікується, зрештою зізнає акреції з Північновмериканською плитою.

## Географічні межі
Мікроплита Гонав — це смуга завдовжки приблизно 1100 км, що складається головним чином з океанічної кори жолоба Кайман, але на сході також включає острівні дуги у західній частині Гаїті Далі на схід, виокремлена Гаїтянська мікроплита. Із заходу мікроплита Гонав обмежена Серединим Каймановим центром розширення. На півночі вона межує з розломом Септентріонал-Орієнте, а на півдні складнішої системи зсуву та ковзання, яка містить у собі зону розлому Волтон і зону розлому Енрикільйо-Плантейн-Гарден. Коли північна і південна межа підходить до східної частини Карибської плити — вони стають менш виразними і східний кордон не настільки чітко визначено.

## Докази існування
Наявність окремої мікроплити Гонав було вперше припущено на основі аналізу результатів сканування бічними гідролокаторами в жолобі Кайман. Вивчення результатів показало безперервний розлом трансформаційного типу, уздовж південного краю жолоба, по обидві сторони від Кайманового центру розширення. GPS дані підтверджують існування мікроплити, показують, що відносний рух між Північноамериканською та Карибською плитами ділиться майже порівну між двома обмежуючими системами трансформного розлому. Порівняння цих показників з даними спостережень смугових магнітних аномалій в жолобі Кайман дозволило припустити, що зміщення сильніше передається від північної системи розломів до південної. Це спостереження узгоджується з можливою акрецією мікроплити Гонав з Північноамериканською плитою.

## Історія
Мікроплита Гонав почала формуватися в епоху раннього еоцену, після того, як північна передня крайка Карибської плити (нині Куба) зіткнулася з Багамською платформою. Ця частина плити не змогла рухатися далі на схід, і система трансформаційних розломів, що розвинулися на півдні, фактично відрізала цю північну область і приєднала її до Північноамериканської плити. Великий лівобічний зсув, що стався вздовж цієї зони, на схід від Юкатану, створив басейн розтягнення, який продовжував розширюватися, до початку спредінгу морського дна, створюючи Кайманів центр розширення. Подальший рух цієї системи розломів створило жолоб Кайман, хоча в той час майбутня мікроплита як і раніше була твердо прикріплена до Карибської плити. У пізньому міоцені частина Карибської плити, що утворила острів Гаїті, почала стикатися з Багамською платформою, розвинувши нові зони зсуву на Ямайці і в південному Гаїті — розлом Енрикільйо-Плантейн-Гарден відокремивши частину жолоба Кайман і центральну частину Гаїті, сформувавши мікроплиту Гонав. Було висловлено думку, що мікроплита Гонав також буде поглинена Північноамериканською плитою, як і всі приграничні плити південної системи розломів